# Jan Kwiatkowski (polityk)
Jan Kwiatkowski (ur. 5 sierpnia 1881 w Ocieszynie, zm. 12 maja 1943 w Stutthof (KL)) – polski dziennikarz, przedsiębiorca, społecznik, działacz polityczny, poseł na Sejm II kadencji w II RP z ramienia Związku Ludowo-Narodowego.

## Życiorys
Uczęszczał do gimnazjum w Poznaniu. Początkowo chciał zostać księdzem, ale z powodów zdrowotnych nie zrealizował tego zamierzenia. Pracował jako redaktor odpowiedzialny w tygodniku „Praca”. Za krytykę cesarza niemieckiego został uwięziony. Po uwolnieniu wyjechał do Westfalii, gdzie był aktywny na polu gospodarczym i społecznym (wspierał polskich studentów w Niemczech oraz pismo „Narodowiec”; pełnił funkcję wiceprezesa „Sokoła” w Niemczech oraz zasiadał we władzach Związku Polaków.
W niepodległej Polsce zamieszkał w Wejherowie. Założył tutaj „Sokoła”, zostając jego prezesem. Zasiadał w radzie miejskiej. Należał do „Towarzystwa Kupców Samodzielnych”, stał na czele „Centrali Rolniczej”. Zajmował się handlem zamorskim. Zasiadał w Sejmie II kadencji. Należał do ZLN i SN. Był członkiem władz wojewódzkich tego drugiego ugrupowania. Stał na czele struktur endeckich w powiecie wjeherowskim. W 1930 został osadzony na kilka miesięcy w twierdzy brzeskiej, a następnie pół roku przebywał w pomorskich aresztach. Był więziony, ponieważ nie chciał namawiać kupców z Pomorza, by głosowali na BBWR. Po kilkuletnim procesie uwolniono go z wszelkich zarzutów, ale Kwiatkowski po opuszczeniu więzienia wycofał się z polityki.
Do czynnej działalności politycznej powrócił w 1939 (organizacja „Biały Orzeł” – od 1942 w ZWZ). W wyniku dekonspiracji (jesień 1942) został ujęty przez gdańskie gestapo, gdzie mimo tortur nie dał się złamać. Zmarł, osadzony w KL Stuthof (nr obozowy 19377).